# Rob Davis
Pour les articles homonymes, voir Davis.
Rob Davis est un auteur et illustrateur britannique.
Il vit à Blandford Forum, dans le Dorset (Angleterre).

## Biographie
Ses premières œuvres paraissent dans le fanzine Slang (Argot en anglais) auto-édité avec Sean Longcroft. Son premier travail professionnel est la reprise d'un titre de bande dessinée de football, Roy of Rover, relancé comme un mensuel en 1993. La nouvelle approche du personnage par Davis et son éditeur, Stuart Green, est alors très engagée contre le racisme dans le football.
Il travaille ensuite pour 2000AD, dessinant Juge Dredd Lawman of the Future, une bande dessinée inspirée par le film de 1996 et non par la série originale et accessible pour de jeunes lecteurs. Après cette expérience, Davis est alors un peu revenu des comics et a poursuivi une carrière comme illustrateur avant de revenir comme auteur de bandes dessinées pour Docteur Who, avec trois histoires (L'Arrêt de bus, La Femme qui vendu le monde et La Malédiction de la Veuve). Toujours dans ce magazine, il est dessinateur (mais pas l'auteur) de l'histoire Time of my Life.
En 2010, il propose une bande dessinée de quatre pages à un concours de graphic novel parrainé par The Observer. Sa proposition s'intitule Comment j'ai construit Mon Père. Il ne gagne pas mais attire l'attention, ce qui lui permet de participer à l'anthologie Solipsistic Pop.
En 2011, il développe le concept d'un roman graphique collectif qui présente les différents talents de la scène de la bande dessinée britannique, un ouvrage formé de chapitres multiples dessinés par des créateurs différents. Le résultat est Nelson, coédité avec Woodrow Phoenix. Phoenix et Davis ont ainsi guidé une équipe de 54 créateurs pour produire 54 chapitres d'une seule histoire continue, celle d'une femme nommée Nel. En novembre 2011, The Observer nomme Nelson « roman graphique du mois. » The Time lui attribue le « prix du meilleur roman graphique ». Il est nommé pour les prix Eisner 2011 et est élu Livre de l'Année des British Comics Awards de 2012.
Rob Davis a alors commencé à travailler sur une nouvelle adaptation graphique de Don Quichotte, en deux parties, conformément au roman originel de Cervantes. Le premier volume a été publié en 2011 par l'éditeur anglais SelfMadeHero et fut présent dans de nombreuses listes des meilleures ventes des parutions de l'année 2011. Le second volume est paru en 2013.
En 2014, l'éditeur SelfMAdeHero publie Don Quixote Complete  (ISBN 978-1906838317) une intégrale des deux parties. Cette intégrale a été nommée pour deux prix Eisner en 2014. En 2015, le Don Quichotte est adapté en français par la maison d'édition Warum, traduit par Anatole Pons.
The Motherless Oven, une histoire surréaliste sur l'adolescence, a été publiée par SelfMadeHero en 2014. Il a été nommé au Meilleur Roman Graphique des Eisner Awards. En 2015, il remporte le Best book of the year des British Comics Awards. C'est le premier tome d'une trilogie.
En 2016, ce roman graphique est adapté en France sous le titre L'Heure des lames, par les éditions Warum, toujours traduit par Anatole Pons.

## Publications

### Anglais
- Slang Comic (avec Sean Longcroft), 3 numéros, autoédition, 1989–92.
- Roy of the Rovers (dessin), avec Sutart Green (scénario), dans 19 numéros de Roy of The Rovers Monthly, Fleetway, 1993–95.
- Roy of The Rovers (dessin), avec Stuart Green (scénario), dans Shoot Magazine (en), IPC, 1994–95.
- Contribution à Judge Dredd: Lawman of the Future, Fleetway, 1995–96.
- Dai Kamikaze! #3–6, 8–12 (Now comics, 1998) Kirk Chritton, scénariste, Rob Davis, dessinateur
- Doctor Who Magazine, Panini Comics :
  1. The Woman Who Sold the World, no 381–384, 2007.
  2. Bus Stop, no 385, 2007.
  3. The Widow's Curse, no 395–398, 2008.
  4. The Time of My Life, no 399, 2008.
  5. The Deep Hereafter, no 412, 2008.
  6. The Professor, The Queen and The Bookshop (dessin), avec Jonathan Morris (scénario), no 429, 2010.

  - My Family and Other Gypsies
- Don Quixote, SelfMadeHero :
  1. Don Quixote, 2011  (ISBN 978-1906838317).
  2. Don Quixote, vol.2, 2013  (ISBN 978-1906838614).

  - The Complete Don Quixote, Harry N. Abrams, 2013  (ISBN 978-1906838652).
- Contribution à et co-édition de Nelson, Blank Slate Books, 2011  (ISBN 978-1906653231).
- Trilogie sans titre, SelfMadeHero :
  1. The Motherless Oven, 2014  (ISBN 9781906838812).
  2. The Can Opener's Daughter, 2016  (ISBN 9781910593172).

### Français
- Don Quichotte, Warum :
  1. Don Quichotte, première partie, Warum, 2015  (ISBN 9782365350617).
  2. Don Quichotte Suite et fin, Warum, 2015  (ISBN 9782365350808).
- Knife O'Clock, Warum :
  1. L'Heure des lames, 2016  (ISBN 9782365351256) (BNF 44506435).
  2. La Fille de l'ouvre-boîte, 2017  (ISBN 9782365352581).